# Ghazi Kanaan
Ghazi Kanaan (Gobernación de Latakia, 1942 - Damasco, 12 de octubre de 2005) fue un político y militar sirio. Se desempeñó como Jefe del Servicio de Inteligencia sirio en Líbano desde 1982 hasta el 2002 y como Ministro del Interior entre 2004 y 2005.

## Biografía
Nació en la Gobernación de Latakia en 1942 y se graduó de la Academia Militar de Homs en 1965. Participó en la guerra del Yom Kippur con la ocupación de los Altos del Golán y fue nombrado Coronel del servicio de inteligencia en 1982, reemplazando a Mohammad Ghanem en la dirección de la inteligencia (mukhabarat) en Líbano gracias a su amistad con Hafez al-Asad. Durante la guerra civil libanesa estableció su cuartel general en Anjar, en el Valle de la Bekaa y actuó desde la zona oeste de Beirut con una tupida red de informadores.
En octubre de 2002 pasó a ser director de la Dirección de Seguridad Política, una agencia de inteligencia del Gobierno de Siria, posición que ostentó hasta 2004, cuando pasó a ser Ministro del Interior.  Al momento de su asesinato, Kanaan estaba siendo investigado, junto a otros tres miembros de la inteligencia y el ejército sirio, por el asesinato del líder libanés y ex primer ministro, Rafik Hariri el 14 de febrero de 2005, trabajo que llevaba a término Detlev Mehlis, Juez alemán, Jefe Investigador de la ONU que se entrevistó por última vez con él el 12 de septiembre. Fue encontrado muerto en su despacho del Ministerio el 13 de octubre de 2005 y se confirmó por el Gobierno que se había suicidado.
El mismo 13 de octubre el presidente sirio, Bashar al-Asad en una entrevista a la CNN declaró que su país no participó ni instigó la muerte de Rafik Hariri.